# 本位金貨

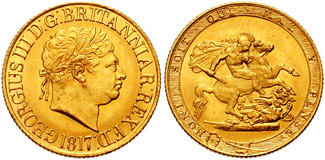
法的に世界最初の本位金貨
イギリス1817年銘のソブリン金貨

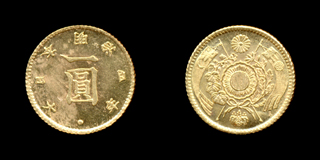
日本の最初の本位金貨
旧1円金貨・明治4年銘

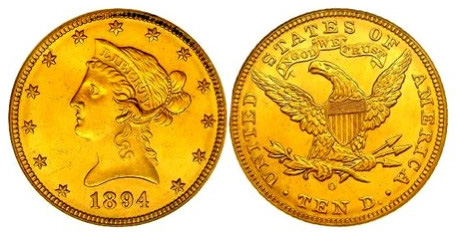
アメリカのイーグル金貨
1894年銘　ニューオーリンズ鋳

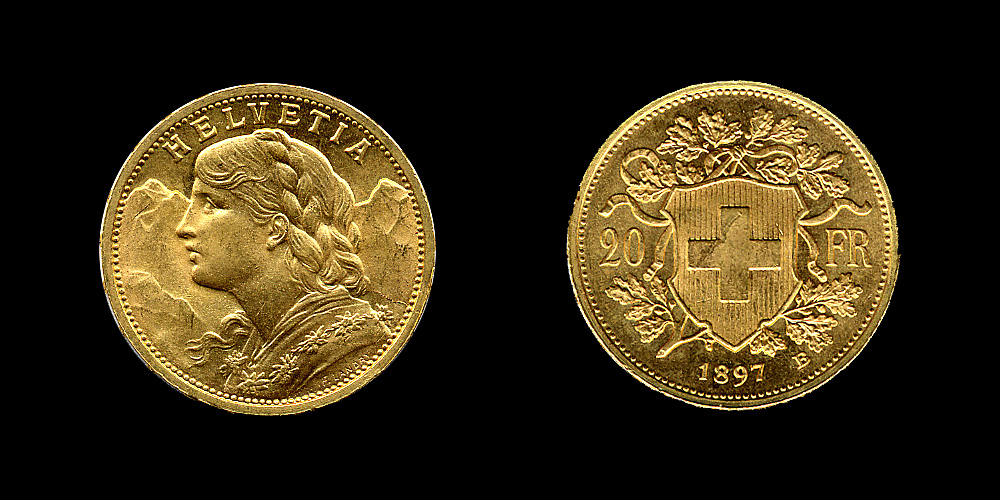
スイスの本位金貨
20フラン金貨 1897年銘（ブレネリ）

本位金貨（ほんいきんか）とは、金本位制が施行されている貨幣制度下において、本位貨幣として鋳造され発行、流通した金貨のことである。本位貨幣であるため法令により定められた金平価に相当するだけの金を含み標記額面と実質価値に差は無く、無制限通用力を有している。また、自由鋳造、自由融解も認められている。
日本では明治時代に新貨条例において発行された旧金貨と、貨幣法により発行された新金貨がある。新貨条例では純金の1.5グラム（23.15グレーン）、貨幣法では純金の0.75グラムを1円とする金平価が定められた。
また、日本以外の国では、イギリスのソブリン金貨、フランスのナポレオン金貨、アメリカのイーグル金貨などが特に有名である。イギリスの1ポンド金貨は113グレーン（7.322グラム）の純金、アメリカの1ドル金貨は23.22グレーン（1.5046グラム）の純金、フランスの100フラン金貨は448.02グレーン（29.032グラム）の純金を含む。
1910年代中頃から第一次世界大戦勃発によりヨーロッパ各国が金輸出禁止を実行し、アメリカおよび日本も1917年に金輸出を禁止あるいは許可制とした。大戦終了後は各国が金解禁に踏み切ったが長くは継続せず、その後は金本位制度が崩壊し、管理通貨制度に移行し、本位金貨も鋳造されなくなった。